# Mitra dovpeledi
Mitra dovpeledi is een slakkensoort uit de familie van de Mitridae. De wetenschappelijke naam van de soort is voor het eerst geldig gepubliceerd in 1997 door Turner.